# Canindea maculata
Canindea maculata är en skalbaggsart som beskrevs av Maria Helena M. Galileo och Martins 1990. Canindea maculata ingår i släktet Canindea och familjen långhorningar. Inga underarter finns listade.